# ハン・ソンイ
ハン・ソンイ（ハングル表記:한송이、ラテン翻記:Han Song-Yi、1984年9月5日 - ）は、韓国の元女子バレーボール選手。元韓国代表。

## 来歴
京畿道烏山市出身。姉は同じく韓国代表としてプレーしたハン・ユミ。
大型化世代交代した韓国代表の代名詞的存在。長身から強打を叩き込む。
2004年、19歳の時にアテネオリンピック代表に選ばれた。世界選手権には2大会連続で出場した。2012年のロンドンオリンピックではベスト4進出に貢献した。2013年には代表チームの主将を務めた。
2017年6月、KGC人参公社とGSカルテックスの2対2の交換トレードにより、韓国Vリーグで4チーム目となるKGC人参公社に移籍した。
2024年に現役引退。

## 球歴
- オリンピック - 2004年、2012年
- 世界選手権 - 2006年、2010年
- ワールドカップ - 2007年
- ワールドグランドチャンピオンズカップ - 2005年
- ワールドグランプリ - 2004年、2005年、2006年、2011年、2012年、2014年
- アジア選手権 - 2005年、2011年、2013年

## 所属クラブ
- 韓国道路公社（2003-2008年）
- 興国生命ピンクスパイダーズ（2008-2011年）
- GSカルテックス（2011-2017年）
- 大田KGC人参公社/大田正官庄レッドスパークス（2017-2024年）